# Johannes Magni Peninsulanus
Johannes Magni Peninsulanus, död 7 januari 1669 i Ekebyborna socken, var en svensk präst i Ekebyborna församling. 

## Biografi
Johannes Magni Peninsulanus blev i september 1627 student vid Uppsala universitet, Uppsala och kom då från Småland. Han blev komminister i Kisa församling 1628 och 20 oktober 1643 kyrkoherde i Ekebyborna församling, Ekebyborna pastorat. Den 30 oktober 1656 blev han kontraktsprost i Bobergs kontrakt. Peninsulanus avled 7 januari 1669 i Ekebyborna socken.

### Familj
Peninsulanus gifte sig med Karin (död 1669). De fick tillsammans barnen Maria (född 1644), Daniel (1647–1647), Petrus (född 1648), samt sex stycken söner.